# زبان بامبارا
بامبارا (Bámánánkán) زبانی از خانواده مانده است که توسط ده میلیون نفر (شامل گویشوران زبان دوم) در مالی گویش می‌شود. زبان بامبارا زبان مادری بامباراها، به‌شمار حدود ۲٬۷۰۰٬۰۰۰ نفر است، اما به عنوان زبان میانجی در مالی نیز نقش ایفا می‌کند و تخمین زده می‌شود که حدود ۸۰٪ جمعیت به این زبان به عنوان زبان اول یا دوم گویش می‌کنند. این زبان یک زبان نهاد مفعول فعل است و دارای دو نواخت است. بامبارا به معنی «زبان بت‌پرستان» است که این نام در تضاد با نام زبان نزدیک دیولا است که گویشورانش مسلمان هستند.